# Плейтен, Элис
Э́лис Пле́йтен, урождённая — Пло́ткин (англ. Alice Playten (Plotkin); 28 августа 1947[…], Нью-Йорк, Нью-Йорк — 25 июня 2011[…], Нью-Йорк, Нью-Йорк) — американская актриса, певица и композитор. Лауреат премии «Obie» (1994).

## Биография
Элис Плоткин родилась 28 августа 1947 года на Манхэттене, в Нью-Йорке (США). Выросла в Бруклине, Нью-Йорк.
Элис начала свою актёрскую карьеру в 1959 году, играя на Бродвее. Её первая роль была в опере Воццек Альбана Берга. Ей было 12 лет и вместе с ней в спектакле играла известная актриса Элеанор Штейбер. Известны также её роли в спектаклях Оливер! и Хелло, Долли! Дж. Хермана, из более поздних работ известна роль в мюзикле Променад Эла Карминеса и роль жены Шлемиля в музыкальном спектакле по сказке Исаака Башевиса Зингера Шлемиль Первый.
В 1963 году она также начала сниматься в кино. Дебют в кино — роль Херриет в фильме «Божья коровка, божья коровка». В последней раз снялась в кино в 2009 году, сыграла сэнсэя Дану в фильме «Нянька по вызову».
Помимо актёрской карьеры Элис также была певицей и композитором.
В 1973 и 1994 получила премию «Obie».
Долгие годы до момента смерти Элис страдала сахарным диабетом и раком поджелудочной железы, которые очень сильно подпортили её здоровье. 63-летняя Плейтен скончалась от сердечной недостаточности 25 июня 2011 года в манхэттенском госпитале, где проходила лечение по поводу рака.